# Pedro I de Oldemburgo
Pedro I de Oldemburgo (Pedro Frederico Luís de Holsácia-Gottorp), (17 de janeiro de 1755 - 21 de maio de 1829) foi o regente do ducado de Oldemburgo em nome do seu primo incapacitado, Pedro Frederico Guilherme, de 1785 a 1823, passando depois a ser o grão-duque reinante até à sua morte.

## Família

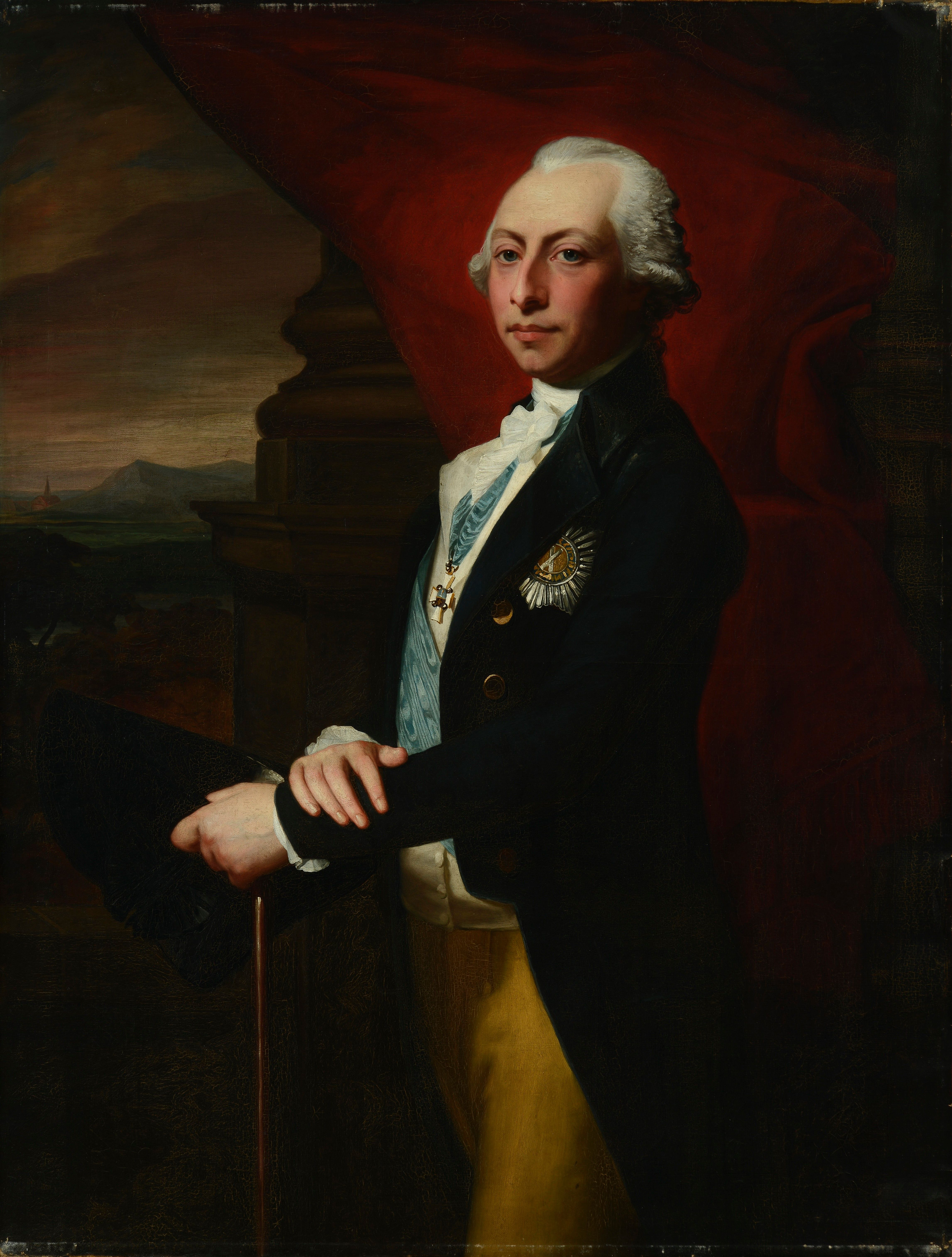
Pedro I de Oldemburgo, por Jean-Laurent Mosnier.

Pedro era o filho mais novo, mas o único que viveu até à idade adulta do príncipe Jorge Luís de Holsácia-Gottorp e da princesa Sofia Carlota de Eslésvico-Holsácia-Sonderburgo-Beck. Os seus avós paternos eram o príncipe Cristiano Augusto de Holsácia-Gottorp e a princesa Albertina Frederica de Baden-Durlach. Os seus avós maternos eram o duque Frederico Guilherme II de Eslésvico-Holsácia-Sonderburgo-Beck e a princesa Úrsula Ana de Dohna-Schlodien-Carwinden.

## Casamento e descendência
No dia 6 de junho de 1781, Pedro casou-se com a princesa Frederica de Württemberg. O casamento tinha como objectivo fortalecer as ligações entre o Império Russo e Württemberg. O casal teve dois filhos antes de Frederica morrer ao dar à luz no dia 24 de novembro de 1785.
- Augusto de Oldemburgo (13 de julho de 1783 - 27 de fevereiro de 1853), casado primeiro com a princesa Adelaide de Anhalt-Bernburg-Schaumburg-Hoym; com descendência incluindo a rainha Amália da Grécia; casado depois com a princesa Ida de Anhalt-Bernburg-Schaumburg-Hoym; com descendência; por último casado com a princesa Cecília da Suécia; com descendência.
- Jorge de Oldemburgo (9 de maio de 1784 - 27 de dezembro de 1812), casado com a grã-duquesa Catarina Pavlovna da Rússia; com descendência.